# Heckler & Koch G3
El Heckler & Koch G3 es un fusil de combate fabricado por la empresa alemana Heckler & Koch, en colaboración con la empresa estatal española CETME (Centro de Estudios Técnicos de Materiales Especiales).

## Historia y desarrollo

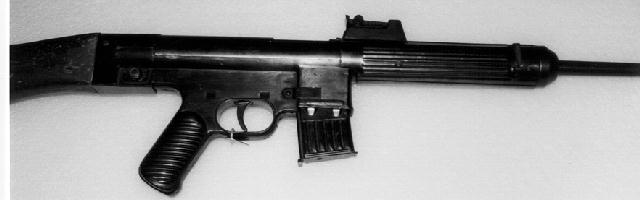
EL primigenio Mauser Gerät 06H, prototipo de fusil de asalto.

El origen de este fusil se remonta a los últimos años de la Segunda Guerra Mundial, cuando los ingenieros del Grupo de Desarrollo de Armas Ligeras (Abteilung 37) de la Mauser en Oberndorf am Neckar diseñaron el prototipo de fusil de asalto MKb Gerät 06 (Maschinekarabiner Gerät 06 o "Carabina automática Aparato 06") que disparaba el cartucho 7,92 x 33 Kurz, empleando un mecanismo de retroceso corto y cerrojo con rodillos adaptado de la ametralladora MG 42, pero con un cañón fijo y un pistón accionado por gas. Se observó que al poner atención en las cadencias de los mecanismos, el sistema de gas podía omitirse. El arma resultante fue el Gerät 06H (la "H" es una abreviación de halbverriegelt o "semiacerrojado"), que fue denominada como StG 45(M) (Sturmgewehr 45(M)) pero no se produjo en grandes cantidades y la guerra terminó antes que se completaran los primeros fusiles de serie.

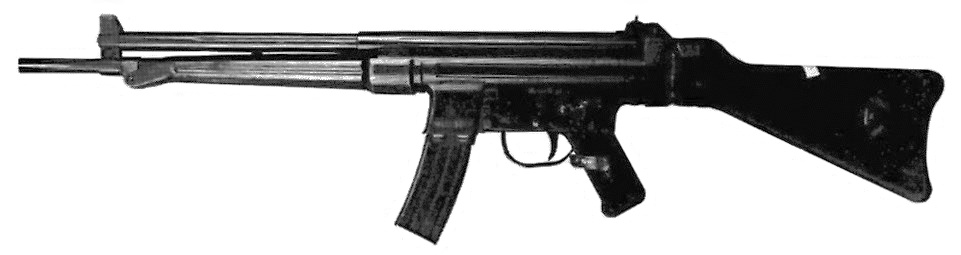
El CEAM Modèle 1950, un intento francés de producir en serie el StG 45(M). Empleaba cartuchos 7,62 x 33.

Los técnicos alemanes involucrados en el desarrollo del StG 45(M) fueron llevados a trabajar en Francia para el CEAM (Centre d'Etudes et d'Armement de Mulhouse, Centro de Estudios y Armamento de Mulhouse). El mecanismo del StG 45(M) fue modificado por Ludwig Vorgrimler y Theodor Löffler en el taller de Mulhouse entre 1946 y 1949. Se fabricaron tres versiones, que empleaban los cartuchos .30 Carbine, 7,92 x 33 Kurz y el cartucho corto experimental francés 7,65 x 35, desarrollado por la Cartoucherie de Valence en 1948. En 1947 se descartó el cartucho 7,5 x 38 que llevaba una bala parcial de aluminio. El diseño de Löffler, denominado Carabine Mitrailleuse Modèle 1950, fue retenido para pruebas junto a 12 prototipos diferentes diseñados por CEAM, Manufacture d'armes de Châtellerault (MAC) y Manufacture d'armes de Saint-Étienne (MAS). Involucrada en la Guerra de Indochina y siendo la segunda contribuyente de la OTAN, Francia canceló la adopción de estas nuevas armas por motivos financieros.
Vorgrimler se mudó a España en 1950, donde creó el fusil LV-50 (que empleaba el cartucho 7,92 x 33 Kurz) y el cartucho 7,92 x 40 CETME M53. En ese momento, el fusil fue rebautizado como Modelo 2. El Modelo 2 atrajo la atención del Bundesgrenzschutz de la República Federal Alemana, que necesitaba reequipar las recientemente formadas fuerzas nacionales de defensa. Al no desear aceptar un cartucho que estuviese fuera de los estándares OTAN, los alemanes pidieron a CETME que desarrollen una versión del fusil que emplease el cartucho 7,62 x 51. El arma resultante fue el CETME Modelo A, que empleaba el cartucho 7,62 x 51 CETME. Este tenía las mismas dimensiones, pero llevaba una carga propulsora reducida en comparación con el 7,62 x 51 OTAN. Desarrollos posteriores del fusil con asistencia de Heckler & Koch dieron origen al CETME Modelo B, que recibió varias modificaciones, incluyendo la capacidad de disparar a cerrojo cerrado tanto en modo semiautomático como automático, un nuevo guardamanos de chapa de acero perforada (el bípode plegable servía de guardamanos en los modelos anteriores), ergonomía mejorada y un cañón ligeramente más largo con un apagallamas que también servía como lanzagranadas para granadas de fusil de 22 mm. Este fusil fue adoptado en 1958 por el Ejército de Tierra español con la denominación Modelo 58, empleando el cartucho 7,62 x 51 CETME.
El Bundesgrenzschutz canceló en 1956 su encargo de fusiles CETME, adoptando en su lugar el FN FAL belga. Sin embargo, el recientemente formado Ejército alemán occidental (Bundeswehr) se mostró interesado y rápidamente compró varios fusiles CETME (que empleaban cartuchos 7,62 x 51 OTAN) para probarlos. El CETME, conocido como Automatisches Gewehr G3 (Fusil automático G3, en alemán) según la nomenclatura alemana, completó con éxito las pruebas contra el SIG SG 510 (G2) suizo y el AR-10 (G4) estadounidense para reemplazar al anterior fusil G1. En enero de 1959, el Bundeswehr adoptó oficialmente al CETME. El gobierno de Alemania Federal deseaba que el G3 sea producido bajo licencia en Alemania; la compra de la licencia del G1 no había tenido éxito, ya que FN rechazó la oferta. En el caso del G3, la empresa holandesa Nederlandse Wapen en Munitiefabriek (NWM) tenía los derechos de producción y venta del CETME fuera de España. Para comprar los derechos de producción, el gobierno de Alemania Federal ofreció a NWM contratos para suministrar munición de 20 mm a la Luftwaffe. La producción del G3 fue asignada a Rheinmetall y Heckler & Koch. La segunda empresa ya tenía relaciones con CETME y trabajó para seguir optimizando el fusil CETME con el fin de emplear el cartucho 7,62 x 51 OTAN en lugar del 7,62 x 51 CETME de potencia reducida. En 1969, Rheinmetall cedió los derechos de producción del G3 a cambio de la promesa de H&K de no interferir con la producción de la ametralladora MG 3. En 1977, el gobierno de Alemania Federal cedió a Heckler & Koch los derechos de producción y ventas del G3 en exclusividad.
Los primeros fusiles G3 se distinguían sustancialmente de los modelos más recientes; los primeros fusiles tenían alzas pivotantes con dos posiciones, un bípode plegable, guardamanos de chapa de acero estampada, culata de madera (en los modelos con culata fija) o culata metálica extensible. El arma fue modernizada durante su servicio activo (entre otras modificaciones menores, se le cambió el alza, la bocacha apagallamas y se le agregó un guardamanos y una culata de plástico), dando origen a los más recientes modelos, el G3A3 (con una culata fija de polímero) y el G3A4 (con culata metálica extensible). El fusil tuvo éxito en el mercado de exportación, siendo adoptado por las fuerzas armadas de más de 40 países. El G3 fue y en algunos casos continúa siendo producido bajo licencia en: Francia (Manufacture d'armes de Saint-Étienne; MAS), Grecia (Elliniki Biomihania Oplon), Irán (Industrias de Defensa Organizadas), Luxemburgo (Luxemburg Defense Technologi), México (SEDENA), Birmania, Noruega (Kongsberg Gruppen), Pakistán (Fábricas Pakistaníes de Armamento), Portugal (Indústrias Nacionais de Defesa; INDEP), Arabia Saudita, Suecia (FFV), Tailandia, Turquía (Makina ve Kimya Endüstrisi Kurumu; MKEK) y el Reino Unido (Royal Ordnance).

## Detalles de diseño

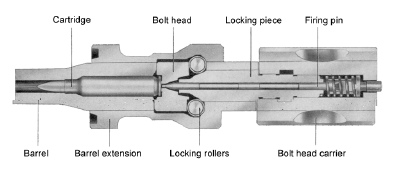
Esquema del mecanismo de retroceso retardado por rodillos del G3.

El G3A3 (A4) es un fusil automático con selector de fuego que tiene un mecanismo de retroceso retardado por rodillos. El conjunto del cerrojo está compuesto por su cabezal y el portacerrojo. El cerrojo se mantiene alineado mediante dos rodillos deslizantes que se encajan en entalles de la recámara. El cerrojo se abre cuando ambos rodillos son comprimidos hacia adentro contra entalles al ser empujados por la presión que ejercen los gases sobre el cabezal del cerrojo. Cuando los rodillos se mueven hacia adentro, la energía del retroceso es transferida al cerrojo y el portacerrojo que empieza a retroceder mientras que el cabezal del cerrojo retrocede lentamente en relación al portacerrojo. Mientras que el portacerrojo libera los rodillos, la presión en el ánima del cañón se reduce a un nivel seguro, el cabezal del cerrojo es retenido por el portacerrojo y se mueve hacia atrás como una sola pieza, continuando el ciclo operacional. El cerrojo tiene además un mecanismo antirebote, que evita que éste salte fuera de la recámara del cañón. La uña extractora accionada mediante resorte se encuentra dentro del cerrojo, mientras que la palanca eyectora está situada dentro del conjunto del gatillo (accionada por el cerrojo al retroceder).
El fusil dispara mediante un martillo y tiene un mecanismo de gatillo con un selector de fuego de 3 posiciones, que además es el seguro del arma y evita los disparos accidentales (en la posición "E" o "1" - modo semiautomático ("Einzelfeuer"), "F" o "20" - modo automático ("Feuerstoß"), "S" o "0" - arma asegurada ("Sicher") y el gatillo es desactivado mecánicamente). El arma puede ser equipada con un selector de 4 posiciones opcional, ilustrado con pictogramas y una palanca ambidiestra. La cuarta posición del selector activa el modo ráfaga corta (3 disparos).

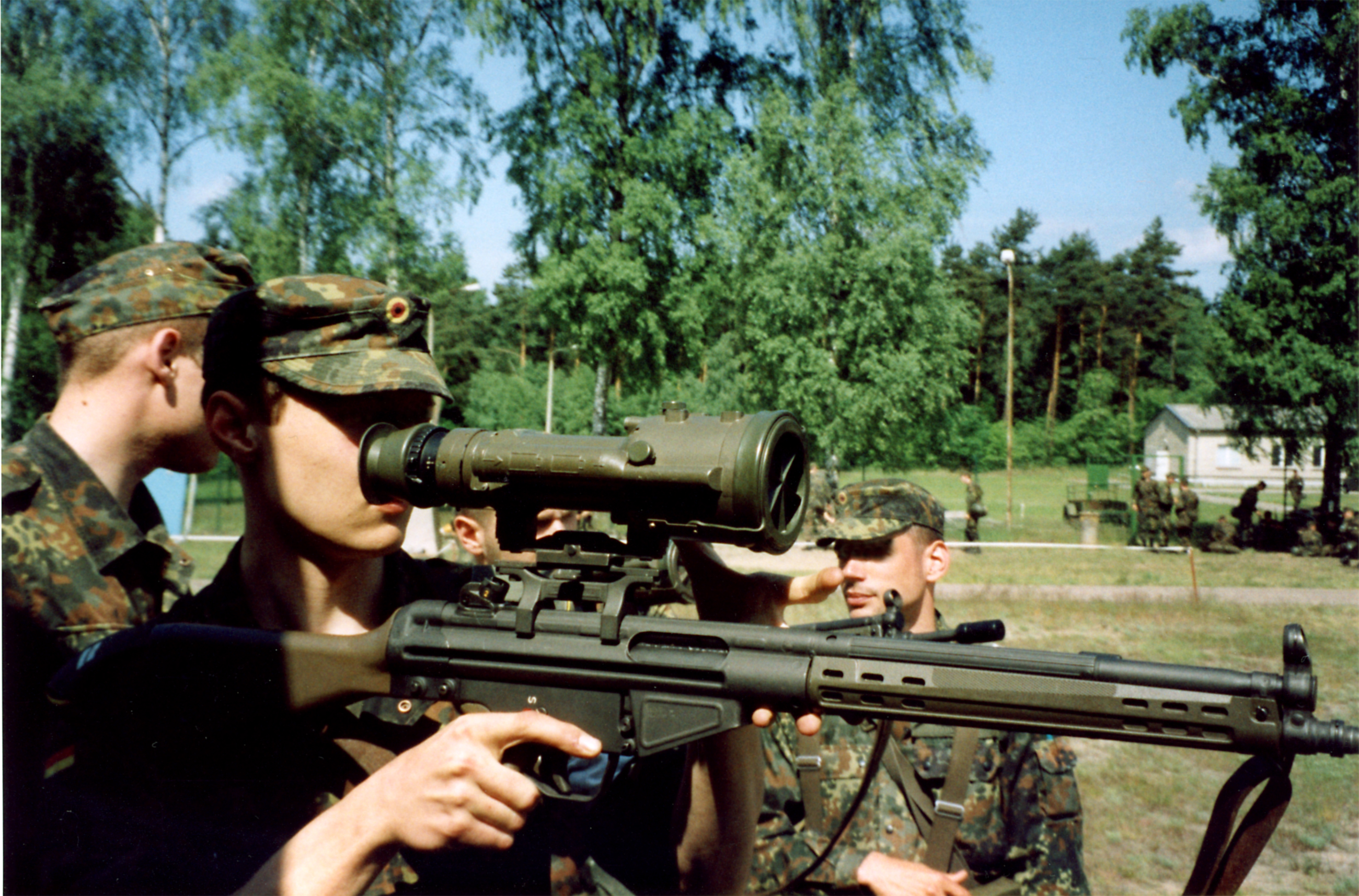
Un G3 del Bundeswehr equipado con una mira nocturna FERO-Z51.

El arma está equipada con miras mecánicas que consisten en un alza de tambor giratorio y un punto de mira cubierto. El alza, ajustable tanto en vertical como en horizontal, tiene un entalle abierto empleado para disparar hasta 100 m y tres aberturas empleadas para distancias de 200, 300 y 400 m. El cajón de mecanismos tiene acanaladuras donde se fijan los soportes de tenaza HK, empleados para montar miras ópticas diurnas o nocturnas.
El cañón estriado (con cuatro estrías a dextrógiro y una tasa de rotación de 305 mm) termina en un apagallamas ranurado que también puede emplearse para montar una bayoneta o como adaptador para lanzar granadas de fusil. A partir del G3A3, el estriado del cañón fue poligonal. La recámara del cañón es acanalada, lo que ayuda en la extracción inicial de un casquillo disparado (ya que ésta se abre bajo una gran presión en el cañón).
El G3A3 emplea cargadores rectos de doble hilera de acero (260 g) o de aluminio (140 g), así como un tambor de 50 balas fabricado por Allied Armament.
Los accesorios estándar suministrados con el fusil incluyen: un bípode desmontable (no se incluye con los fusiles que tienen guardamanos de plástico perforado), correa portafusil, kit de limpieza y un aparato para llenado rápido del cargador. Hay varios tipos de bayonetas disponibles para el G3, pero con algunas excepciones, todas ellas necesitan un adaptador para insertarse al final del tubo de amartillado. El tipo más común tiene una hoja lanceolada de 6 ¾ pulgadas y es casi idéntica con la bayoneta M7, pero tiene un mango diferente debido a que se monta sobre el cañón. El fusil también puede montar un lanzagranadas de 40 mm HK79, adaptador para balas de fogueo, un cerrojo de retroceso directo (llamado cerrojo "PT", no tiene rodillos) empleado para disparar cartuchos 7,62 x 51 OTAN con balas de plástico, un kit de conversión empleado para entrenamiento con balas .22 LR y un silenciador (usado con munición estándar).
Su diseño tanto externo como interno es muy parecido al CETME, pero posee algunas modificaciones que la convierten en un arma nueva, como el alza de tambor o el uso de plástico en vez de madera.
El G3 mide 1023 mm. Su peso descargado es de 4,5 kg, más pesado que otros fusiles de asalto.
Tiene una cadencia de fuego de 600 disparos/min. Es un arma muy precisa, al acoplarle una mira telescópica se convierte en un fusil de tirador selecto. El cartucho 7,62 x 51 OTAN le confiere una gran potencia y alcance, a costa de un retroceso mayor que los fusiles que emplean el cartucho 5,56 x 45 OTAN (.223 Remington); aunque es más fácil controlarlo en modo automático que otros fusiles de asalto como el FN FAL belga y el L1A1 británico, debido a que el G3 es operado por retroceso de masas y no por gases como estos dos últimos.

## Variantes

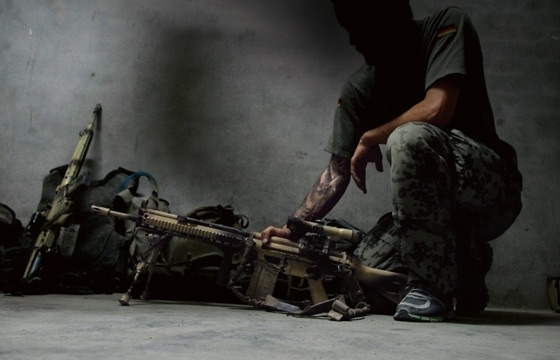
Francotirador alemán en Afganistán.

Además de los G3A3 y G3A4, Heckler & Koch también fabricó el G3A3ZF (básicamente un G3A3 con una mira telescópica Hensoldt 4x24), el fusil de precisión G3SG/1 (fusiles G3A3 seleccionados, equipados con un gatillo mejorado, mira telescópica Zeiss con aumento variable 1,5-6x y carrillera) y la carabina G3K, que tiene el guardamanos del HK33 y un cañón corto (va hasta la base del soporte del punto de mira), que es demasiado corto para montar una bayoneta o disparar granadas de fusil.
El G3 sirvió como base para varias otras armas, figurando entre estas los fusiles de francotirador PSG1 y MSG90, las ametralladoras ligeras HK11 y HK21, una versión semiautomática conocida como HK91, un modelo de cacería llamado SR9 (diseñado para el mercado civil) y la carabina MC51, producida por la empresa británica FR Ordnance International Ltd. para las Fuerzas Especiales. La MC51 pesa 3,1 kg, tiene una longitud de 625 mm con la culata plegada, un cañón de apenas 230 mm, que produce una velocidad de boca de 690 m/s y una energía de 2.215 J. La MC51 fue probablemente fabricada para el SAS y el SBS, que necesitaban un arma compacta y potente para situaciones donde el poder de parada y la capacidad de penetrar blindajes del cartucho 9 x 19 Parabellum eran insuficientes. Solamente se produjeron 50 carabinas y todas ellas fueron suministradas a las Fuerzas Especiales del Reino Unido. La mayor parte de éstas, fue reemplazada por la carabina Heckler & Koch HK53. La empresa británica Imperial Defence Services Ltd. absorbió a FR Ordnance International Ltd. y continua ofertando la variante estándar de la MC51.
- G3: Modelo original basado en el CETME Modelo C.
- G3A1: Un G3 con culata plegable. Este diseño fue elegido después de experimentar con una culata que se plegaba debajo del arma. El excesivo retroceso provocó que se descarte el segundo tipo de culata plegable.
- G3A2: G3 con la nueva alza de tambor giratorio.
- G3A3: La versión más conocida. Tiene alza de tambor, culata fija de plástico y un guardamanos de plástico que no entra en contacto con el cañón. El guardamanos tiene una versión delgada y ventilada, así como una versión ancha. Esta última permite acoplar un bípode.
- G3A3A1: Esta es una versión del G3A3 con selector ambidiestro y un deflector de casquillos. Es una denominación oficial del Bundeswehr y no de fábrica de HK.
- G3A4: El G3A4 tiene alza de tambor y una culata plegable. Este fusil también puede ser suminsitrado con una mira telescópica y la denominación G3A4ZF. ZF es la abreviación de Zielfernrohr, telescopio en alemán.
- G3A4A1: Esta es una versión del G3A4 con selector ambidiestro y un deflector de casquillos. Es una denominación oficial del Bundeswehr y no de fábrica de HK.
- G3KA4: El más pequeño de la serie, es una Karabiner, o versión carabina del G3. Tiene alza de tambor, una culata retráctil y un cañón de 315 mm.
- G3KA4A1: Esta es una versión del G3KA4 con selector ambidiestro y un deflector de casquillos. Es una denominación oficial del Bundeswehr y no de fábrica de HK.
- G3A5: Número de modelo asignado por HK a la versión del G3A3 fabricado para Dinamarca. Se diferencia por tener un cerrojo silencioso. En servicio danés es denominado Gv M/66. El Gv M/66 fue originalmente pensado para emplearse con mira telescópica como fusil de tirador asignado, mientras que el resto del escuadrón iría armado con fusiles M1 Garand.
- G3A6: Número de modelo asignado por HK a la versión iraní del G3A3.
- G3A7: Número de modelo asignado por HK a la versión turca del G3A3.
- HSG1: Número de modelo asignado por HK a la versión luxemburguesa del G3A3.

### Otras variantes militares y modelos derivados

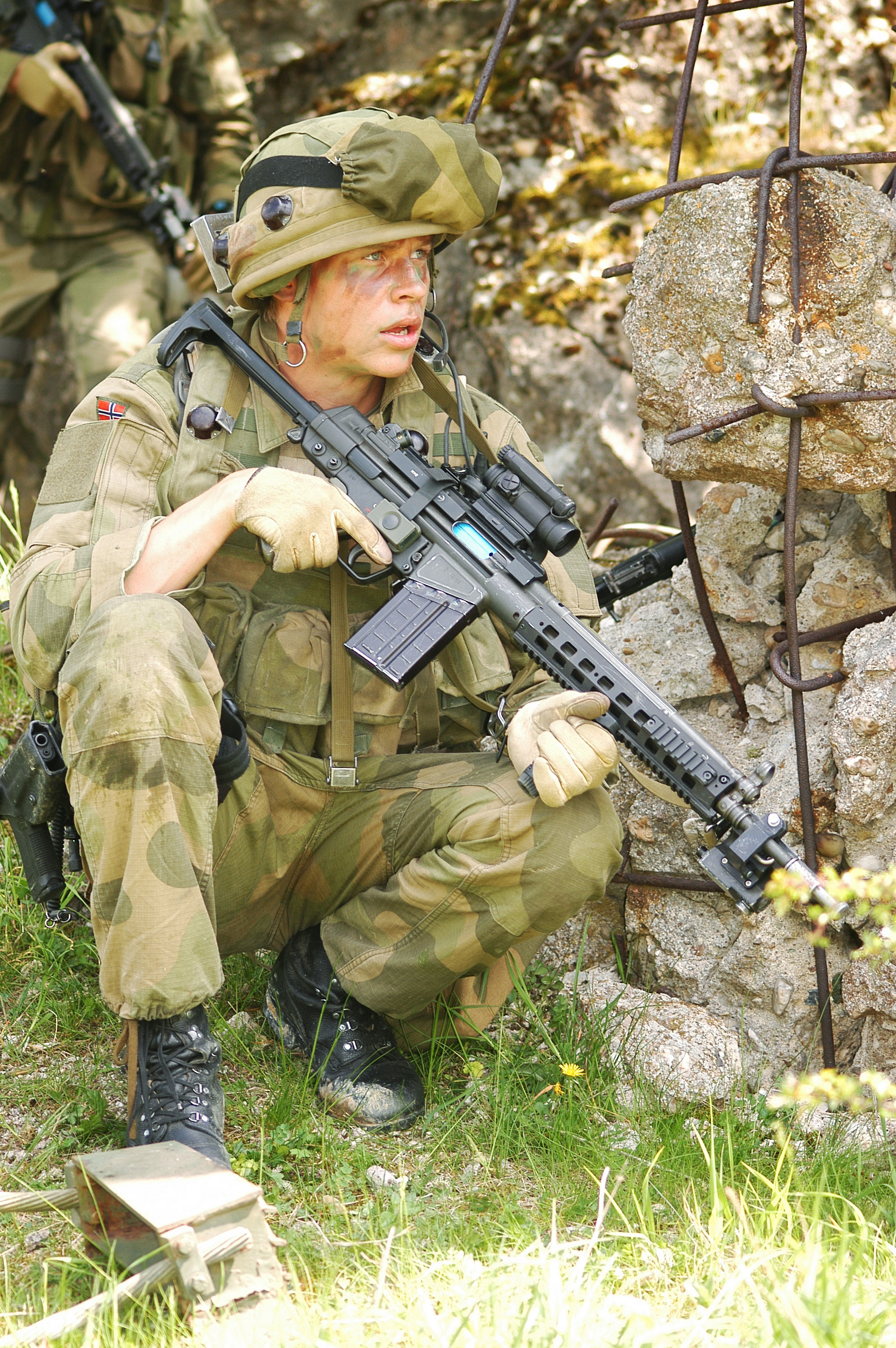
Un soldado noruego se cubre tras un muro para protegerse del fuego simulado durante una maniobra conjunta de la OTAN. El soldado emplea el modelo AG-3 fabricado bajo licencia, equipado con un guardamos Brügger & Thomet con rieles, empuñadura vertical y mira reflex Aimpoint.

- Gv M/75: Variante prestada del Bundeswehr/gobierno alemán por el gobierno danés para reemplazar los viejos fusiles M1 Garand. Originalmente fabricado por Rheinmetall o Heckler & Koch para el Bundeswehr. Los fusiles Gv M/75 son básicamente G3 con los viejos tubos de amartillado rectos al contrario de la posterior variante FS (Freischwinger). Normalmente son semiautomáticos, pero pueden disparar en modo automático al cambiarles la palanca del selector. Esto se hace sin herramientas.
- AG3: Variante noruega del G3A5 producida por Kongsberg Våpenfabrikk. Se produjeron un total de 253,497 fusiles para las Fuerzas Armadas noruegas desde 1967 hasta 1974. El AG-3 noruego se diferencia del G3 original; tiene una culata que es aproximadamente 2 cm más larga, el portacerrojo tiene una entalle aserrado para que el cerrojo se cierre silenciosamente, tiene una manija de amartillado metálica y un soporte de bayoneta diferente. El 11 de abril de 2007 se anunció que el AG-3 sería reemplazado en todas las ramas militares por el Heckler & Koch HK416, excepto en ciertas unidades de la Heimevernet.

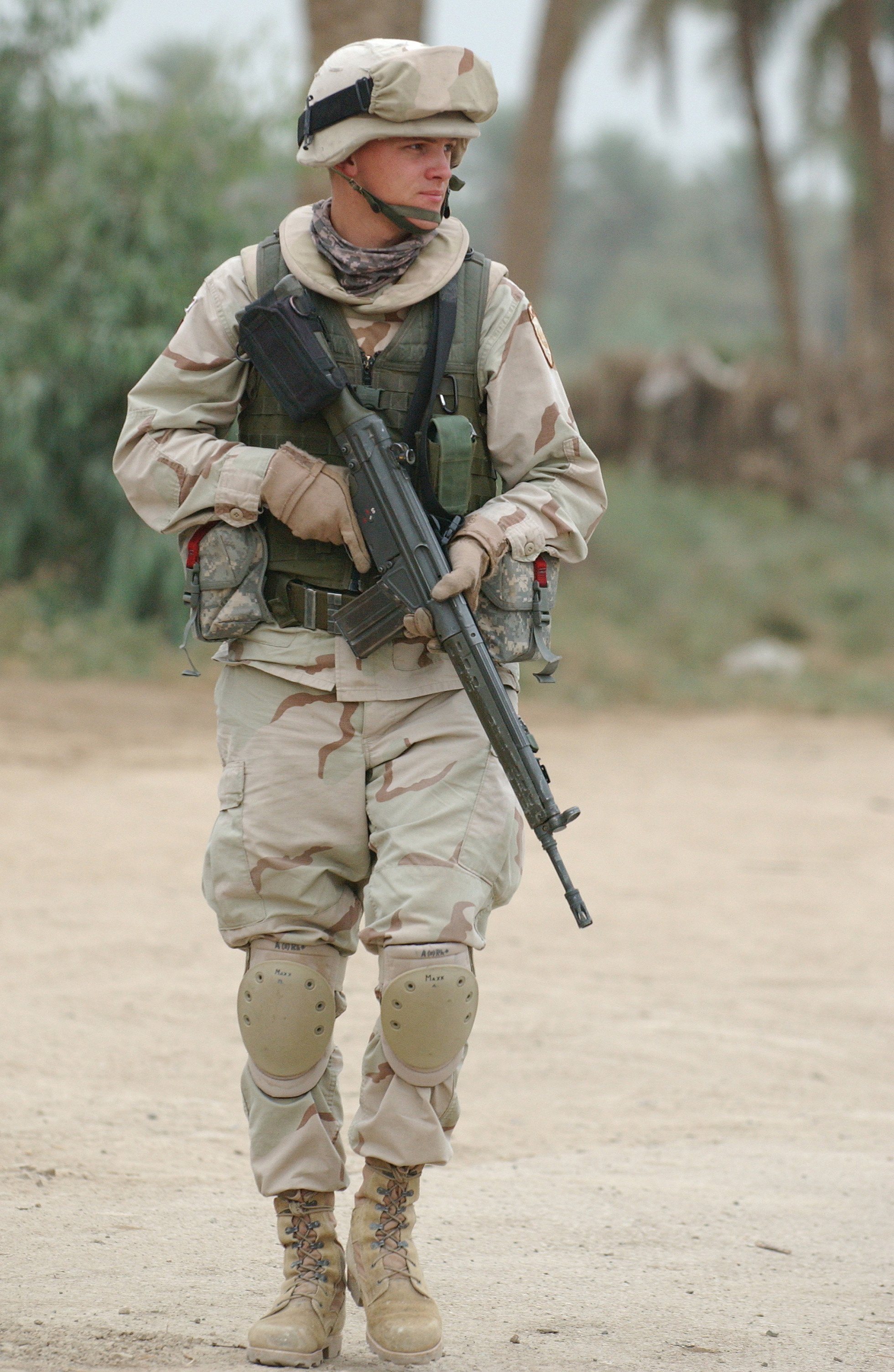
Un soldado letón patrullando con un Ak 4 sueco en Iraq, 2006.

- AG-3F1: Un AG-3 con culata retráctil como la del G3A4. Fue producido por Kongsberg Våpenfabrikk. Ciertos soldados de las Fuerzas Armadas noruegas necesitaban fusiles con culata retráctil, principalmente los tripulantes de vehículos blindados con espacio interno limitado y al momento de descender de este. A todas las versiones del AG-3 se les puede acoplar el lanzagranadas HK79 de 40 mm.
- AG-3F2: Un AG-3F1 mejorado, con rieles Picatinny en el cajón de mecanismos y en el guardamanos.
- Ak 4: Versión sueca del G3A3. Los fusiles fueron fabricados desde 1965 hasta 1970 tanto por Carl Gustafs Stads Gevärsfabrik como Husqvarna Vapenfabrik. Y desde 1970 hasta el cese de producción en 1985, exclusivamente por Gevärsfabrik de Eskilstuna. Además se produjeron fusiles con una mira telescópica Hensoldt 4x24 montada sobre soportes de tenaza HK, conocidos como Ak 4OR (ya no se suministran) y la variante Ak 4B, en la cual las miras mecánicas han sido reemplazas por una mira reflex Aimpoint CS montada sobre un riel Picatinny fijo y tiene una mayor cadencia de fuego. Todos los Ak 4 están adaptados para montar el lanzagranadas M203. Suecia ha suministrado fusiles Ak 4 a Estonia, Letonia y Lituania.
- DIO G3 Bullpup: Variante bullpup iraní del G3.[8]
- G3A7A1: Variante turca del G3A4.
- G3P4: Denominación de la Fábrica Pakistaní de Armamento para los fusiles G3A4 fabricados bajo licencia.

### Tipos de G3 especializados
- G3TGS: Es simplemente un G3 con un lanzagranadas HK79. TGS es el acrónimo de Tragbares Granat System, sistema de granadas portátil en alemán.
- G3A3ZF: Es un fusil suministrado con un soporte y una mira telescópica. ZF es la abreviación de Zielfernrohr, telescopio en alemán.
- G3SG/1: Una variante de precisión del G3. SG es la abreviación de Scharfschützengewehr, fusil de precisión en alemán. Los fusiles fueron individualmente seleccionados de la línea de producción debido a su precisión y modificados. Se les montó una mira telescópica Zeiss 1,5-6x de aumento variable mediante soportes de tenaza HK acoplados al cajón de mecanismos. La culata fue ligeramente alargada respecto a la culata fija estándar del G3, tiene un pesado amortiguador de dos etapas y una carrillera ajustable. Se le agregó un conjunto de gatillo especial para que este sea apretado con una fuerza de 1 libra. El selector conservó el modo automático.
- MSG3: Una variante que tiene el nuevo soporte para mira telescópica que solo se encuentra en algunos fusiles de Heckler & Koch, en comparación con los más convencionales soportes de tenaza, aunque los puntos de anclaje para estos se mantienen en el cajón de mecanismos. Este nuevo soporte no permite el empleo de las miras mecánicas cuando está instalado, al contrario de los soportes de tenaza.
- PSG1: Una versión semiautomática con cañón flotante del G3 y varias otras mejoras, para cubrir las necesidades de las unidades de francotiradores policiales. Este fusil es famoso por su precisión y ergonomía, pero sus desventajas son su precio y el hecho que algunas mejoras lo hacen demasiado frágil para emplearlo en combate.
- MSG90: Una versión algo más barata del PSG1, modificada para empleo militar.

### Modelos policiales y civiles
- HK41: El HK41 es una versión semiautomática del G3 que fue ofertada para los policías y reservistas (el número prefijo 4 en el código de dos cifras de HK indica que es un "fusil paramilitar"). Hay dos versiones, una que se distingue del G3 por estar equipada con un conjunto de gatillo semiautomático y la otra que emplea un conjunto de gatillo con diseño diferente, como el del posterior HK91. La primera versión podía ser fácilmente transformada en un arma automática al cambiar varias piezas. Las ventas limtadas en Alemania, así como las restricciones de importación y regulación de armas estadounidenses, hicieron que esta arma sea rápidamente retirada de la línea de producción y reemplazada por el HK91.
- HK91: El HK91 es una versión semiautomática del G3, similar al HK41 y ofertada a civiles. Sin embargo, para cumplir las regulaciones de armas estadounidenses se hicieron varias modificaciones que no aparecen en el HK41. Se quitaron las piezas que podían cambiarse para disparar en modo automático. Se soldó una barra dentro del cajón de mecanismos, donde habitualmente iba el eyector, para evitar la instalación de un conjunto de gatillo con modo automático. Esto no permite el empleo del retén de cargador plano, por lo que debe emplearse el botón del lado derecho del brocal del cargador. Esto fue considerado inusual por varios tiradores. Por otra parte, es idéntico al G3A3/4. La importación a los Estados Unidos empezó en 1974 y cesó en 1989, con unos 48.000 fusiles importados.
- HK911: El HK911 era un HK91A2 sin apagallamas y con el cajón de mecanismos remarcarcado con un "1" extra para cumplir con la prohibición de importación de 1989. La nueva denominación lo hacía en teoría legalmente inmune a la Prohibición de Importación, ya que en la lista de armas prohibidas no figuraba ningún fusil "HK911". Sin embargo, la posterior prohibición de varias características "paramilitares" del HK911 lo volvieron ilegal.
- SR9: Estas variantes del HK91ZF fueron creadas para cumplir con la Prohibición de Importe de Armas Semiautomáticas de 1989, que incluía todas las variantes del HK91. Se distinguían del HK91 en que no tenían apagallamas y llevaban un guardamanos liso que no tenía el punto de acople para el bípode. La importación de la serie SR9 en Estados Unidos fue prohibida por el presidente Clinton en 1997, debido a que podían emplear cargadores con capacidad estándar. El SR9 era un HK91A2ZF con el pistolete y la culata reemplazados por una culata maciza con un agujero para el pulgar.
  - SR9 (T): El modelo (T) o "Target" era un HK91A2ZF con el gatillo del PSG-1, el pistolete ergonómico de este y la culata del MSG90.
  - SR9 (TC): El modelo (TC) o "Target Competition" era un HK91A2ZF con el gatillo, pistolete y culata del PSG-1.
- G3A1: Término empleado por armeros modificadores (p. ej., Choate) e importadores (p. ej., Interarms) para los fusiles a los cuales se les ha instalado una culata plegable. No forma parte de la nomenclatura oficial de HK.
- HK 51: El HK51 no está fabricado por Heckler & Koch, siendo una creación del mercado estadounidense de armas modificadas. El HK 51 no tiene estándares reales, siendo habitualmente un G3A3 o uno de sus clones semiautomáticos (HK41 o HK91) recortado y modificado para aceptar culatas y accesorios del HK MP5. Está habitualmente equipado con una culata retráctil y un cañón de 211 mm; mide 589 mm con la culata retraída y 780 mm con la culata extendida. Fue fabricado inicialmente por Fleming Firearms.
- Serie PTR 91: Adicionalmente, JDL empezó a fabricar copias semiautomáticas del HK G3 llamadas PTR 91 en los Estados Unidos. Empleaban maquinarias de la fábrica de armas FMP en Portugal para construir los fusiles.
- SAR-3: Copia semiautomática del HK91 fabricada en Grecia por Hellenic Arms e importada a los Estados Unidos por Springfield Armory Inc.
  - SAR-8: Versión post-prohibición del SAR-3, modificada para cumplir las restricciones de importación.

## Usos

### Alemania
En Alemania Occidental entró en servicio en 1959 como fusil estándar, reemplazando a los M1 Garand y STG-44. Estuvo en servicio con la Alemania reunificada hasta 1997 cuando fue reemplazado por el G36.

### México

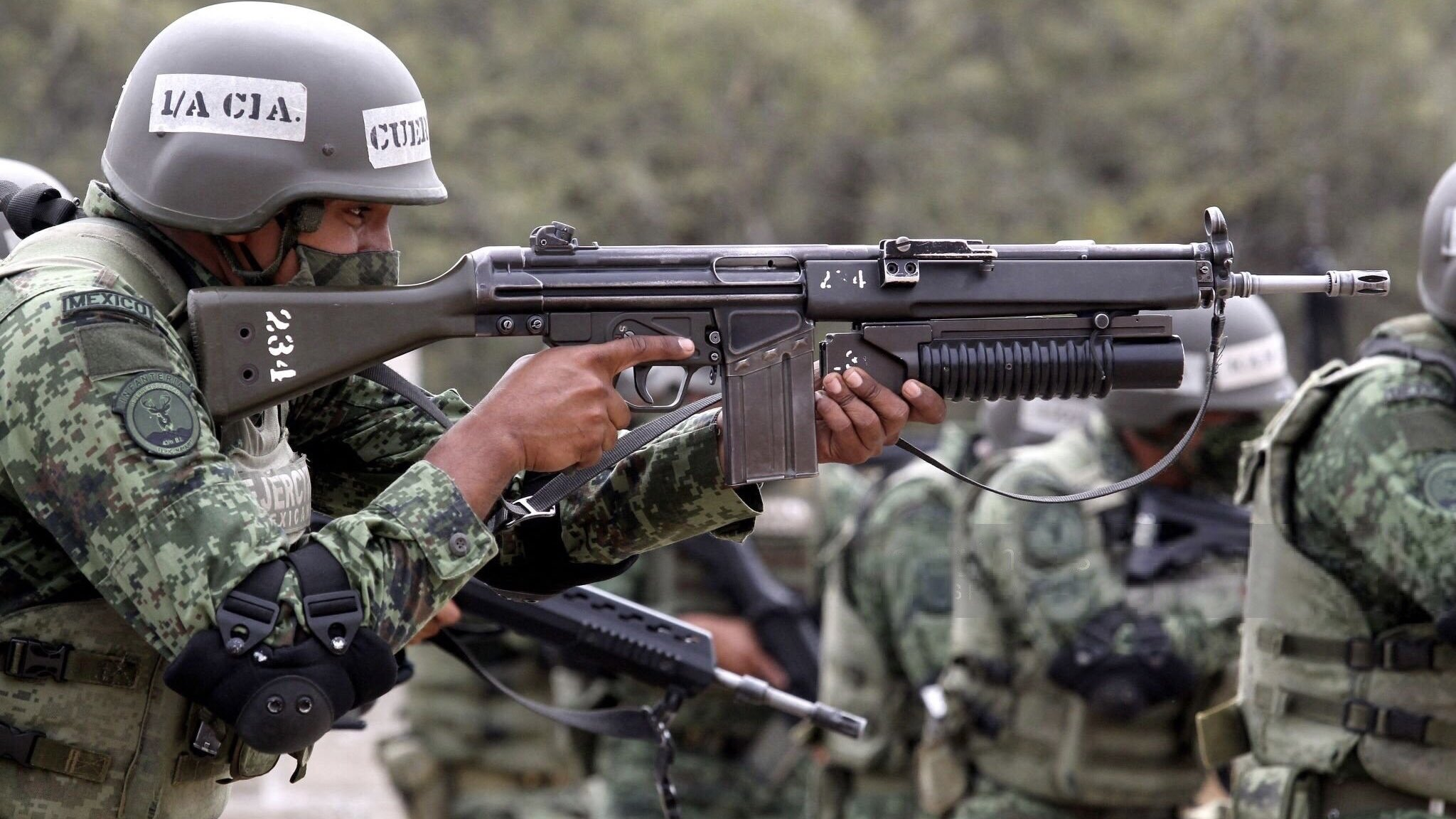
Soldado del Ejército Mexicano usando un H&K G3A4 con un lanzagranadas M203 integrado durante un entrenamiento.

Fue utilizado por México durante el levantamiento zapatista y la Guerra contra el narcotráfico. En 2005 empezó a ser reemplazado lentamente por el FX-05. Hoy en día en 2021, aproximadamente el 30% del ejército utiliza el G3.

### El Salvador
En El Salvador, el G3 fue muy utilizado. Entró en servicio en 1967 como fusil estándar con el fin de reemplazar el M1 Garand y la carabina M1 y salió del servicio como fusil estándar del ejército en 1983, siendo reemplazado por el M16 aunque en la Guardia nacional se mantuvo en servicio hasta su disolución en 1992. Fue utilizado en combate en la Guerra de las 100 horas y la Guerra civil de El Salvador.

## Usuarios

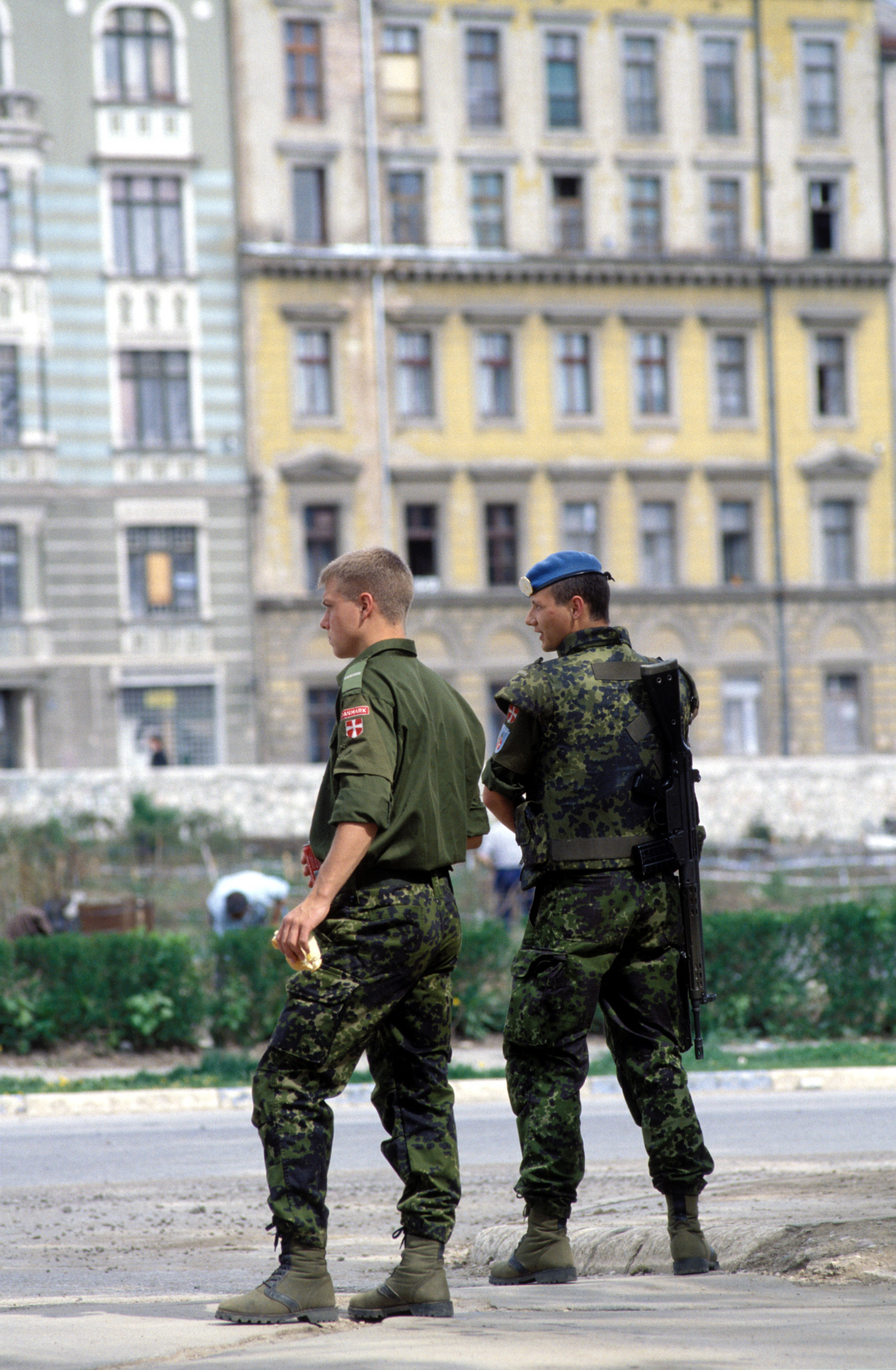
Soldados daneses armados con fusiles G3A5.

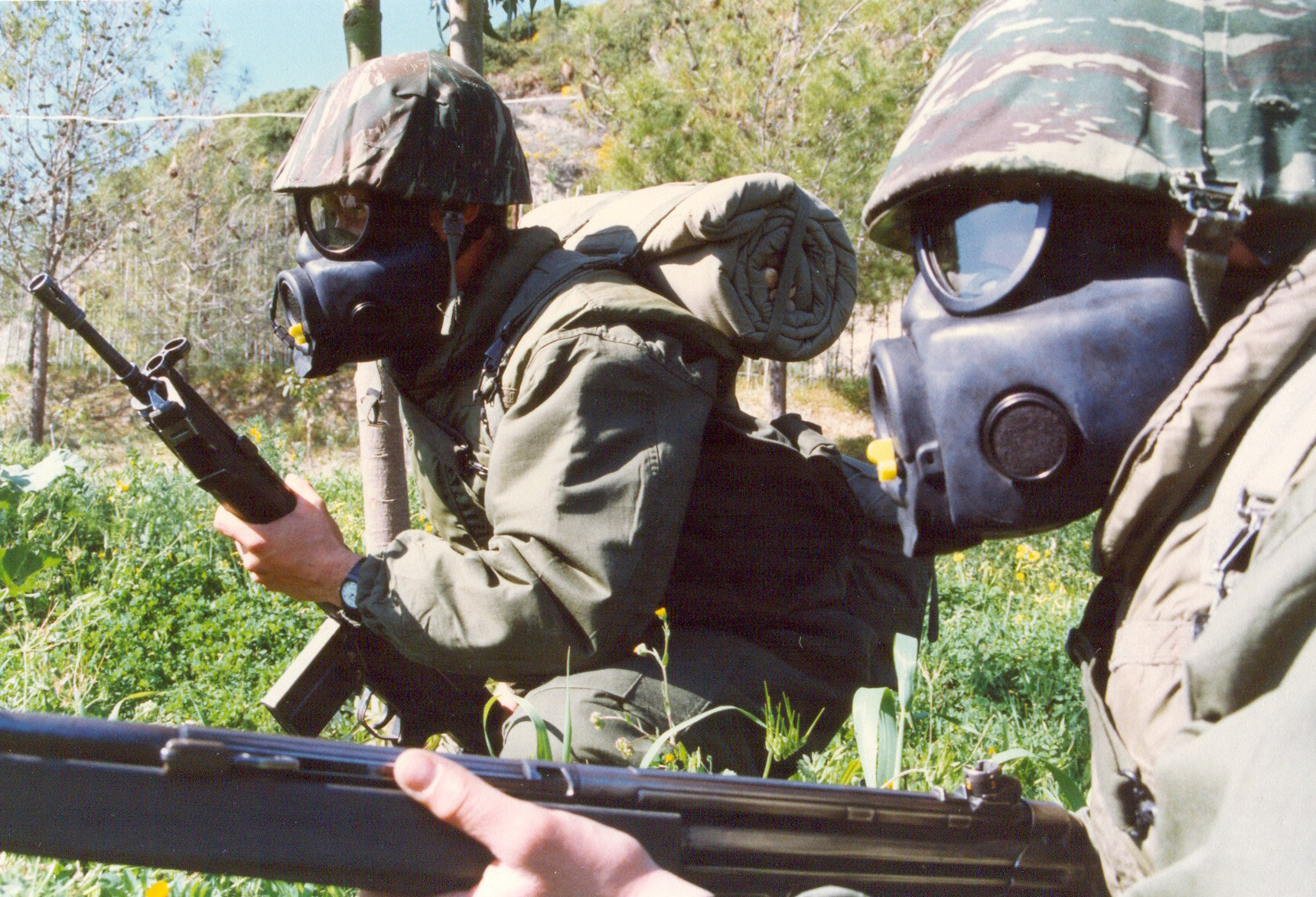
Soldados griegos con trajes y máscaras NBQ, armados con fusiles G3 griegos.

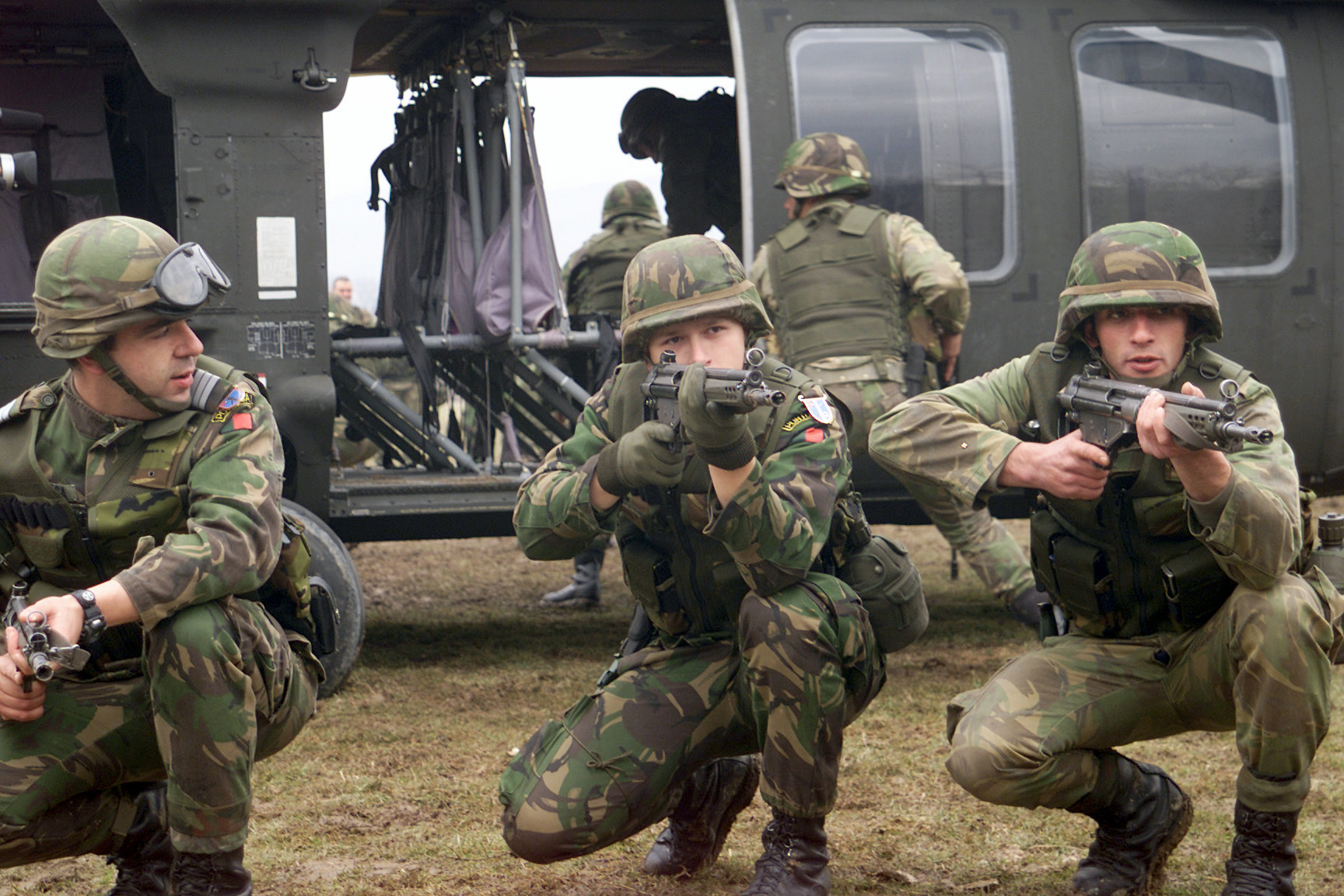
Soldados del 2° Batallón Mecanizado del Ejército Portugués en Bosnia-Herzegovina, armados con fusiles G3 portugueses.

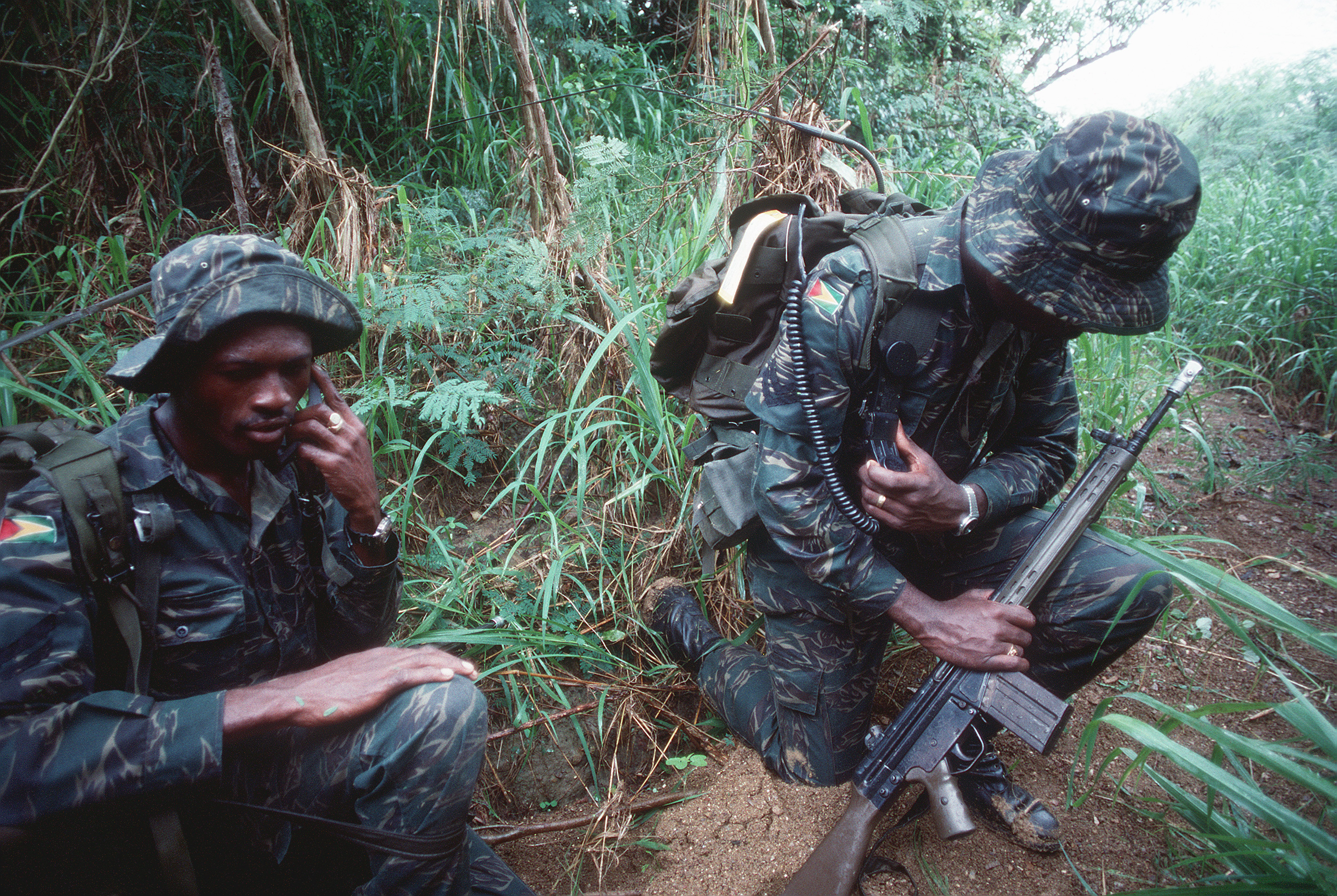
Soldados guyanenses en maniobras conjuntas con varios países caribeños, así como fuerzas estadounidenses y británicas. El soldado de la derecha lleva un G3A3 con adaptador para cartuchos de fogueo en la boca del cañón.

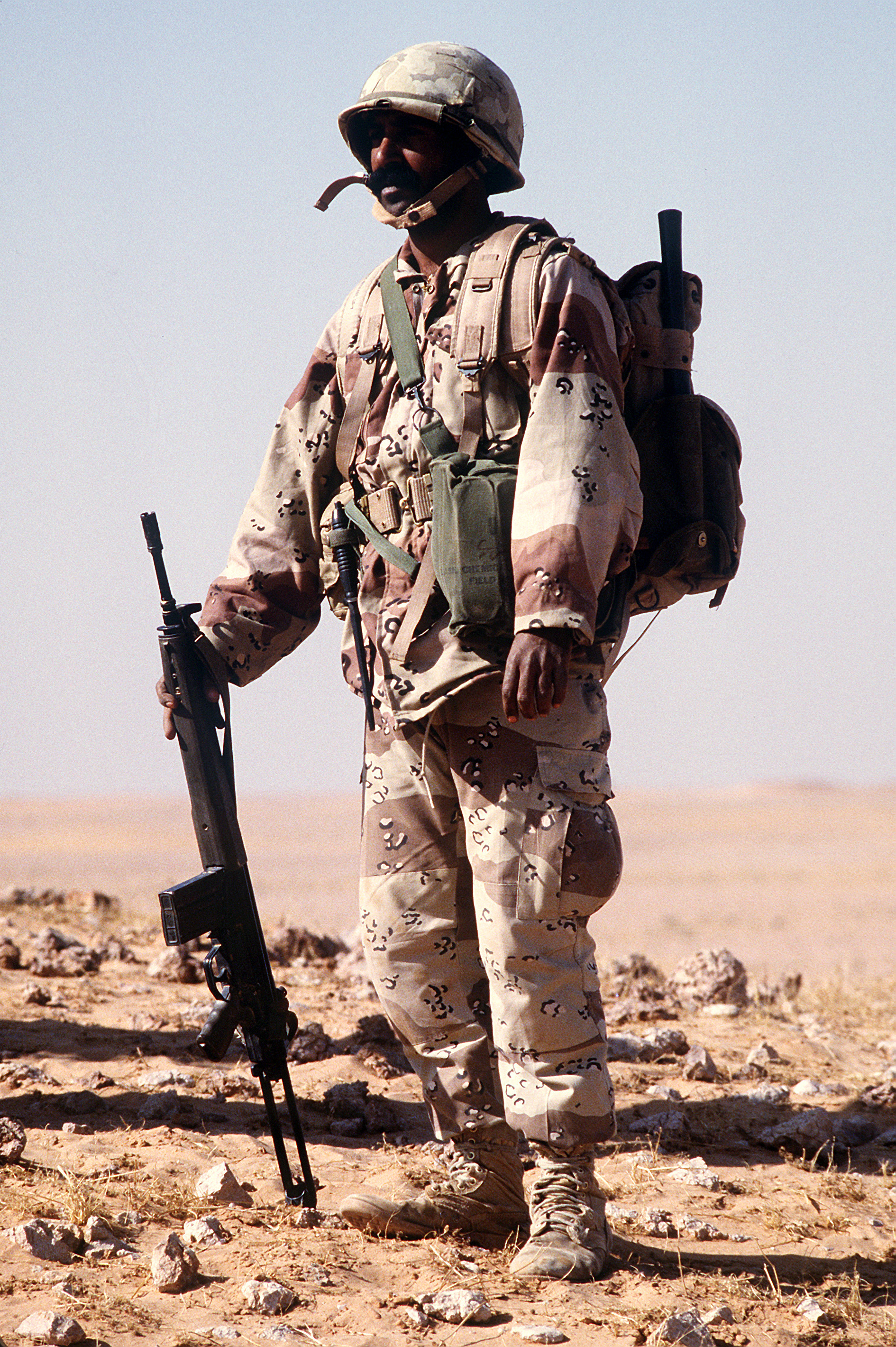
Soldado saudí armado con el fusil G3A4.

- Alemania: Empleado por el Bundeswehr por muchos años.[9] Algunas variantes aún están en servicio.[10]
- Angola[10]
- Arabia Saudita: Fabricado bajo licencia por el Complejo Militar Al-Kharj.[10]
- Argentina: Grupo Halcón (Fuerzas especiales de la policía de la Provincia de Buenos Aires).[11]
- Baréin[10]
- Bangladés: Fabricado por la Fábrica de Armamento de Bangladesh para las Fuerzas Armadas.[12]
- Birmania[13]
- Bolivia[10]
- Brunéi[10]
- Burkina Faso[10]
- Burundi[10]
- Catar[10]
- Chad[10]
- Chipre[10]
- Colombia:[10]Usado por muchos años por las Fuerzas Militares de Colombia en su versión G3A3.
- Costa de Marfil[10]
- Croacia[10]
- Dinamarca: Emplea el G3A5, como Gevær Model 1966 (Gv M/66). Otra variante, denominada Gevær Model 1975 (Gv M/75) fue cedida por el gobierno alemán.[13]
- El Salvador[10]
- Emiratos Árabes Unidos[10]
- Estonia: Emplea la variante Ak4.[14]
- Etiopía[13]
- Filipinas[13]
- Gabón[10]
- Ghana[10]
- Grecia: Fabricado bajo licencia por Ellinika Amyntika Systimata (EAS; Sistemas Griegos de Defensa, en griego),[15] anteriormente por EBO (Industria Armera Griega).[16]
- Guyana[10]
- Haití[10]
- Indonesia[13]
- Irak[10]
- Irán: Fabricado por Industrias de Defensa Organizadas en dos variantes, el G3-A4 con culata fija y una variante bullpup conocida como G3-A3. Licencia pronta a expirar.[17]
- Jordania[10]
- Kenia[10]
- Letonia: Emplea la variante Ak4.[10]
- Líbano[10]
- Libia[10]
- Lituania: Las Fuerzas Armadas lituanianas empleaban la variante Ak4.[18]
- Malasia: Emplea la variante G3SG1.[10]
- Malaui[10]
- Marruecos[10]
- Mauritania[13]
- México:[10] Fabricado por el Departamento de Armamento Militar para el uso exclusivo del ejército.
- Nicaragua:[10]
- Níger[10]
- Nigeria: Producido bajo licencia por Corporación de Industrias de Defensa.[19]
- Noruega: El AG-3, un G3A5 fabricado por Kongsberg Våpenfabrikk, posteriormente rebautizada como Kongsberg Gruppen. Fue reemplazado por el Heckler & Koch HK416.[20] El AG-3 seguirá en servicio con unidades selectas. La producción del AG3 cesó en 1973.
- Pakistán: Las variantes empleadas por el Ejército pakistaní son producidas por las Fábricas Pakistaníes de Armamento en Wah Cantt. Se fabrican el G3A3 y una versión del G3A4, que es denominada G3P4.[21]
- Paraguay[13]
- Perú[10]
- Portugal: Fabricado bajo licencia por INDEP como el G3 FMP m/961 (G3) y G3A3 FMP m/963 (G3A3).[10]
- República Dominicana[10]
- República de Rodesia: Empleaba la variante G3A3, también empleó la variante sudáfricana.[22]
- Ruanda[10]
- Senegal[10]
- Somalia[10]
- Sudáfrica: Era el fusil estándar del Cuerpo de Marines de Sudáfrica, hasta que fue reemplazado por el R5 en la década de 1980. Producido bajo licencia.[13]
- Sudán: Fabricado bajo licencia por la Corporación de Industria Militar como Dinar.[23]
- Suecia: Producido por 3 fabricantes, Heckler & Koch en Alemania, y bajo licencia por Husqvarna Vapenfabrik (1965-70) y Carl Gustaf Gevärsfaktori (1965-80), que posteriormente fue rebautizada como Förenade Fabriksverken (FFV) al igual que el Ak 4 (Automatkarbin 4).[24] Se conocen dos subvariantes, una equipada con un riel y una mira Aimpoint (Ak4 B) y la otra equipada con una mira telescópica de 4x aumentos Hensoldt ZF4x24 (Ak 4OR). Ha sido reemplazado por el Ak 5 (Automatkarbin 5; una versión modificada del FN FNC) en el ejército. El AK4 B, a veces con el lanzagranadas M203 instalado, todavía está en servicio con la Hemvärnet - Nationella skyddsstyrkorna.
- Tanzania[10]
- Togo[10]
- Turquía: Fabricado bajo licencia por Makina ve Kimya Endüstrisi Kurumu (MKEK) (Corporación de Industria Mecánica y Química, en turco) como G3A7.[16][25]
- Uganda[10]
- Yibuti[10]
- Zaire[13]
- Zambia[10]
- Zimbabue[13]